# Alevismo
L'alevismo (in turco Alevilik) è una corrente dell'islam di derivazione sciita duodecimana originaria dell'Anatolia sorta a partire dal XIII secolo dagli insegnamenti di Hajji Bektash Veli. La teologia alevita moderna è stata profondamente influenzata dall'umanesimo e dall'universalismo. L'alevismo è strettamente connesso alla confraternita islamica dei bektashi. A partire dal XX secolo in Turchia gli aleviti si sono rivelati tra i principali sostenitori del secolarismo secondo il modello kemalista e della sinistra politica, il che ha spesso generato tensioni con i locali militanti islamisti sunniti e nazionalisti turchi di estrema destra.

## Terminologia

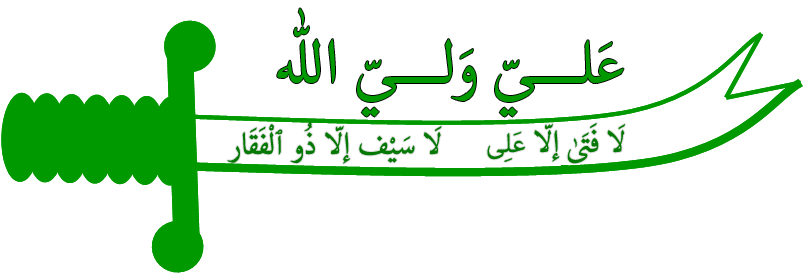
Stilizzazione di Zulfiqar, la spada di ʿAlī ibn Abī Ṭālib

Il nome "aleviti" generalmente è spiegato come un riferimento ad ʿAlī ibn Abī Ṭālib, cugino, genero e figlio adottivo del profeta Maometto. Il nome è la pronuncia turca, zazaki e curda di ʿAlawī (in arabo علوي‎?, "riguardante ʿAlī"). Nonostante ciò, gli aleviti turchi, zaza e curdi non devono essere confusi con gli alawiti arabi della Siria.
Gli aleviti sono talvolta chiamati "qizilbashi" (dal movimento radicale riformista d'impianto sciita dei qizilbash); alcuni si identificano in questo nome, mentre altri lo associano più al mondo iranico. Gli aleviti sono spesso chiamati in turco anche Tahtacı ("tagliatori di legno"), Abdal, Bardi e Çepni.

## Storia

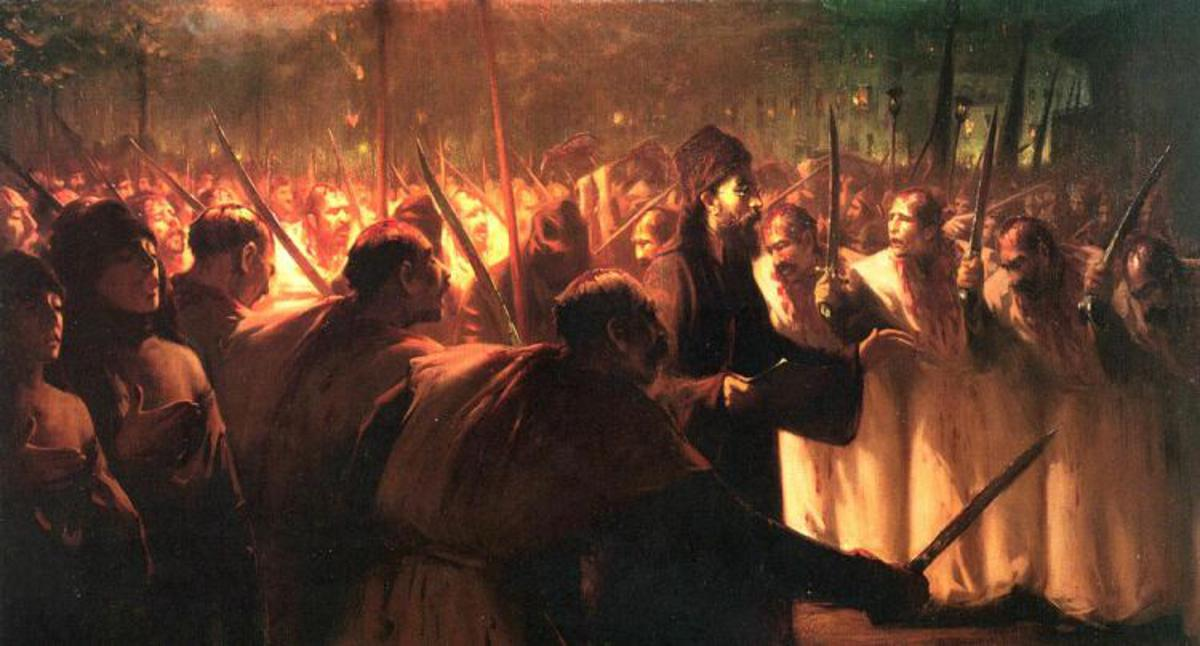
Decimo giorno di Muharram, di Fausto Zonaro, rappresenta le processioni sciite a Istanbul

"Non sapere (qualcosa) non è un errore, non chiedere lo è"»
(attribuita ad ‘Alī)
I tentativi di identificazione dell'origine degli Aleviti sono oltremodo controversi. Molti di loro riconducono la loro tradizione all'Islam primitivo e ai Dodici Imam, e concordano con questo tesi alcuni dei maggiori studiosi. Altri vedono nell'Alevismo un substrato preislamico che ha acquisito parte della teologia sciita, e non accettano come turca o persiana questa cultura popolare. Altri ancora individuano l'influenza del cristianesimo ortodosso. Questi punti di vista potrebbero essere simultaneamente veri.
Le tribù turche del nord dell'Iran e dell'Anatolia orientale furono convertite allo sciismo durante l'Ilkhanato. Il poeta Yunus Emre e il santo (Wali) Hajji Bektash furono i primi santi di quel periodo e più tardi vennero associati con l'alevismo. Gli aleviti emersero in questo contesto come un ordine sufi militante con base ad Ardabil, il cui leader Shah Isma'il I riuscì a conquistare la Persia. I qizilbash dell'Anatolia si trovarono dal lato sbagliato del confine ottomano-persiano dopo il trattato di Amasya del 1555. Furono assoggettati all'Impero ottomano, dal quale erano visti con sospetto.
Gli aleviti turchi appoggiarono sin dal principio le riforme di Atatürk, che pose di fatto fine alla loro discriminazione da parte delle autorità ottomane, mentre gli aleviti curdi guardavano la sua ascesa con sospetto. In ogni caso, il kemalismo perse terreno durante gli anni 1960, quando molti aleviti si avvicinarono agli ambienti della sinistra dissidente.

### Il massacro di Sivas
Il 2 luglio 1993 a Sivas, mentre la locale comunità alevita stava celebrando la festa del Pir Sultan Abdal, uscendo dalla moschea dopo la loro preghiera del venerdì, una folla di circa 20.000 sunniti circondò l'hotel Madimak, intonando slogan anti-aleviti e pro-Shari'a. Diedero fuoco all'hotel e lo bersagliarono con pietre. Mentre il fuoco uccideva 33 Aleviti, la polizia, i militari e i vigili del fuoco non fecero nulla per spegnere l'incendio o salvare gli assediati. Le immagini del massacro vennero filmate e trasmesse in tutto il mondo. Ogni anno all'anniversario del massacro molte organizzazioni alevite richiedono l'arresto dei responsabili. 33 persone sono state condannate a morte nel 1997 per crimini legati al massacro, ma la sentenza non fu mai eseguita.
Nel 1995 ci fu anche una sparatoria da un'auto nel quartiere Gazi di Istanbul che causò la morte di alcuni aleviti. Durante le conseguenti manifestazioni di protesta, la polizia aprì più volte il fuoco contro i dimostranti. Quando le proteste terminarono si contarono un totale di 15 aleviti uccisi. Il risultato fu una rivitalizzazione dell'identità alevita, e il dibattito su questa identità continua ancora oggi.

## Teologia
L'alevismo si contraddistingue per alcune pratiche: i riti si svolgono in case assembleari (cemevi), piuttosto che nelle moschee. La cerimonia (âyîn-i cem, o semplicemente cem) include musica e danza (semah).
Importanti aspetti dottrinari dell'alevismo sono:
- amore e rispetto per tutti (“L'importante non è la religione, ma essere un umano”)
- tolleranza nei confronti delle altre religioni ed etnie (“Se danneggi il tuo prossimo, le preghiere rituali che hai recitato non sono valide”)
- rispetto per i lavoratori ("Lavorare è il più grande atto di fede”)
- uguaglianza fra uomini e donne, che pregano fianco a fianco. È praticata la monogamia

Gli aleviti accettano il credo sciita riguardo ʿAlī e i dodici imam. Alcuni aleviti non vogliono però essere descritti come sciiti ortodossi, a causa di grosse differenze nella filosofia, abitudini e rituali rispetto alle forme prevalenti dello sciismo dell'Iraq e del moderno Iran. Nonostante ciò, l'ayatollah Ruhollah Khomeini nel 1970 ha dichiarato gli aleviti parte della linea tradizionale sciita.
Il credo degli Aleviti è difficile da definire, dal momento che nell'Alevismo ci sono diversi movimenti senza alcuna autorità centrale, e le differenze fra i vari gruppi sono poco definite. Molti insegnamenti sono trasmessi oralmente e per anni sono stati tenuti segreti (ma oggi sono largamente accessibili). Le basi più particolari del credo alevita si trovano nei Buyruks (dialoghi scritti dello sceicco Safi al-Din (eponimo dell'ordine mistico della Safawiyya), Jaʿfar al-Ṣādiq (il Sesto Imam), e altri uomini illustri. Sono anche inclusi inni (nefes) di persone come Shāh Isma'il o Pir Sultan Abdal, storie di Hajji Bektash e altre opere.
Esistono varie opinioni sulla natura di ʿAlī. Molti gli attribuiscono una forza e una saggezza soprannaturali (sorpassate solo dai profeti), e un'inimitabile connessione interiore con il profeta Maometto:
Muhammed ilim şehridir, Ali kapısıdır.
Maometto è la Città della conoscenza spirituale, ʿAlī è la Porta.
Molti Aleviti ritengono ci sia una unità mistica fra ʿAlī e Muḥammad (si veda Ali-Muhammad), simile ai due lati di una moneta o alle due metà di una mela:
Ali Muhammed'dir, Muhammed Ali
Gördüm bir elmadır, elhamdü-lillâh
ʿAlī è Maometto, Maometto è ʿAlī;
Ho visto una mela, tutta la lode è per Allah
La frase "Per l'amore di Dio, Maometto, ʿAlī" (Hak-Muhammed-Ali aşkına), comune a molte preghiere alevite, può essere scambiata come un'equivalenza dell'autorità dei tre, o come un'attribuzione di divinità ad 'Ali e Maometto. Dal momento che l'Islam è particolarmente focalizzato sul monoteismo, teorie simili sono profondamente controverse.
Si crede che ognuno dei Dodici Imam sia parte della "luce" (Nur) di ʿAlī. Quindi ʿAlī ibn Abī Ṭālib è chiamato "Primo ʿAlī" (Birinci Ali), al-Ḥusayn ibn ʿAlī il "Secondo ʿAlī" (İkinci Ali), e così via sino al "Dodicesimo ʿAlī" (Onikinci Ali), Muhammad al-Mahdi.
Nonostante questo basilare orientamento sciita, buona parte del linguaggio mistico dell'Alevismo è ispirato da tradizioni sunnite. Per esempio, il concetto di Dio degli Aleviti è derivato dalla filosofia di Ibn al-'Arabi e comprende una catena di emanazione da Dio, a uomo spirituale, uomo terreno, animali, piante, e minerali. L'obiettivo della vita spirituale è seguire questo percorso in direzione contraria, sino all'unità con Dio, o Haqq (Realtà, Verità). Dalla prospettiva più alta, tutto è Dio (vedi Wahdat al-Wujud). Gli Aleviti talvolta ammirano al-Ḥallāj, un Sufi del X secolo giustiziato a Baghdad per blasfemia per avere di fatto esortato a comportamenti anti-nomistici (e non già, come si crede, per aver detto - tra l'altro in privato - "Io sono la Verità" (Anā al-Ḥaqq).
Un altro importante concetto alevita è quello del "Perfetto Essere Umano" (Insan-i Kamil). (Questa terminologia è sunnita; la controparte sciita sarebbe "Perfetto sciita".) Molti Aleviti pensano che il primo sia stato ʿAlī, Hajji Bektash Wali, o gli altri santi. In ogni caso il Perfetto Essere Umano è stato anche identificato con la nostra vera identità come pura coscienza, dal concetto coranico secondo cui gli umani non hanno peccato originale, essendo la pura coscienza perfetta. Il compito umano è di realizzare completamente questo stato sinché sono ancora nella forma materiale umana.
Molti Aleviti definirebbero il Perfetto Essere Umano in termini pratici, come uno che abbia il completo controllo morale delle sue mani, lingua e sensi (eline diline beline sahip); tratta allo stesso modo ogni tipo di persona (yetmiş iki millete aynı gözle bakar); e serve gli interessi degli altri. Uno che abbia raggiunto questo stato di illuminazione è chiamato eren o munavver.

## Pratiche
Il percorso spirituale degli Alevita (yol, "strada") comunemente passa attraverso quattro principali fasi della vita, o "porte":
1. Sheriat (Sharīʿa) ("legge religiosa")
2. Tarikat ("fratellanza spirituale")
3. Marifat ("conoscenza spirituale")
4. Hakikat ("Realtà" o "Verità", ovvero, Dio)

Queste possono essere a loro volta suddivise in "quattro porte, quaranta livelli (dört kapı kırk makam)". La prima porta (legge religiosa) è considerata essenziale (e in questo possiamo percepire una sottile critica nei confronti di altre tradizioni musulmane).
I seguenti sono i principali crimini, tali da causare la dichiarazione di düşkün (traditore):
- uccidere una persona
- commettere adulterio
- divorziare dalla moglie
- sposare una donna divorziata
- rubare

Buona parte dell'attività degli Aleviti si svolge presso la seconda porta (fratellanza spirituale), in questa il fedele si sottomette a una guida spirituale vivente (dede, pir, mürşit). L'esistenza della terza e quarta porta è principalmente teorica, solo qualche anziano Alevita pare abbia ricevuto l'iniziazione alla terza.

### Cem
Il principale servizio religioso degli Aleviti è il cem. Il prototipo della cerimonia è il viaggio notturno del profeta Maometto, dove egli vide un'adunanza di quaranta santi (Kırklar Meclisi), e la Realtà Divina si manifestò nel loro leader, ʿAlī.
Semah, una serie di danze rituali caratterizzate dal girare in tondo, è una parte fondamentale in ogni cem. Il Semah è eseguito da uomini e donne insieme, accompagnate dal bağlama. Le danze simboleggiano (ad esempio) la rivoluzione dei pianeti attorno al Sole (dagli uomini e donne che danzano in circolo), e l'abbandono della propria individualità e l'unione con Dio.
Il Rito di Integrazione (görgü cemi) è un complesso rituale durante il quale vengono assegnati vari compiti a coloro che desiderano legarsi mediante un legame extrafamiliare (musahiplik), che intraprendono un percorso di unità e integrazione sotto la direzione della guida spirituale (dede, "nonno").
La frase mum söndü ("La candela è sparita") allude a un'accusa riguardo ad un sacro momento di qualche rituale cem in cui dodici candele (che rappresentano i Dodici Imam) sono immerse nell'acqua.

### Musahiplik
Musahiplik (letteralmente, "Compagnia") è un patto fra due uomini della stessa età, preferibilmente stipulato assieme alle rispettive mogli. In una cerimonia in presenza di un dede i soci stipulano una promessa per la vita in cui si impegnano di occuparsi dei bisogni spirituali, emozionali e fisici l'uno dell'altro e dei loro figli. Il legame fra le coppie che hanno stipulato questo patto è forte quasi come un legame di sangue, tanto che il müsahiplik talvolta è chiamato anche fratellanza spirituale (manevi kardeşlik). I figli di due coppie così legate non possono sposarsi.
Krisztina Kehl-Bodrogi riferisce che i Tahtaci identificano musahiplik con la prima porta (şeriat), dal momento che è un prerequisito per la seconda (tarikat). Coloro che puntano alla terza porta (marifat, "gnosis") devono avere contratto un musahiplik per almeno dodici anni. Passare attraverso la terza porta scioglie il patto musahiplik (che altrimenti permane anche dopo la morte), in una cerimonia chiamata Öz Verme Ayini ("cerimonia di abbandono dell'identità").
Il valore corrispondente alla seconda porta (e necessario per entrare nella terza) è aşinalik ("intimità," intesa con Dio). La sua controparte per la terza porta è chiamata peşinelik; per la quarta porta (hakikat, Verità Definitiva), cingildaşlik or cegildaşlik (traduzione incerta).

### Pratiche popolari
Sono state individuate molte pratiche popolari, nonostante poche di queste siano specifiche degli Aleviti. In tale contesto, lo studente Martin van Bruinessen ha evidenziato una nota del Ministero turco della Religione, appesa al mausoleo di Eyüp Sultan a Istanbul, che elenca

...una lunga lista di pratiche 'superstiziose', che sono veementemente dichiarate non-Islamiche e deprecabili, come accendere candele o piazzare 'pietre di richiesta' sulla tomba, legare pezzi di vestiti al mausoleo o agli alberi davanti ad esso, lanciare monete sulla tomba, chiedere aiuto direttamente al defunto, girare sette volte attorno agli alberi nel cortile o appoggiare la faccia sul muro del türbe sperando in una cura soprannaturale, legare rosari al mausoleo aspettandosi un aiuto soprannaturale per essi, sacrificare galli o tacchini come voto al mausoleo. La lista è probabilmente un inventario di pratiche comuni locali la cui ri-attuazione le autorità dovranno prevenire.

Altre simili pratiche includono baciare il telaio delle porte di stanze sacre; non camminare sulla sogli di costruzioni sacre; chiedere le preghiere di famosi guaritori; fare dei 'Lokma' e condividerli con altri.

### Feste
Newroz (Persiano: Nawruz, letteralmente "Nuovo Giorno") è l'antico Capodanno zoroastriano, osservato e praticato dai curdi e molti altri gruppi etnici (Ulghuri, Tagiki, Uzbeki...) il 21 marzo (l'equinozio di primavera) per celebrare il nuovo e la riconcilliazione. Oltre alle originali credenze degli Zoroastriani fondatori del Nowruz, gli Aleviti celebrano e commemorano la nascita di ʿAlī; il matrimonio di ʿAlī e Fāṭima; il salvataggio del profeta Yūsuf dal pozzo; e/o la creazione del mondo in questo giorno. Si svolgono vari cem e cerimonie speciali.
Hidrellez onora la misteriosa figura del coranico al-Khidr (in turco Hizir) Che qualche volta è identificato col profeta Elia (Īlyās), e si dice abbia bevuto l'acqua della vita. Qualcuno sostiene che il Khidr venga per la salvezza di coloro che sono in difficoltà passando da terra, mentre Elia passi dal mare; e si incontrano presso un roseto la sera del 6 maggio. La festa è celebrata anche nei Balcani, dove è chiamata "Erdelez," nello stesso giorno di Đurđevdan o giorno di San Giorgio.
Al-Khidr è onorato anche con un digiuno di tre giorni a metà febbraio chiamato Hızır Orucu. Oltre a evitare ogni tipo di piacere, gli Aleviti si astengono anche dal cibo e dall'acqua per l'intero giorno, anche se la sera bevono liquidi che non siano acqua.
Notare che le date dei giorni di al-Khidr possono variare perché molti Aleviti seguono un calendario lunare, mentre alcuni seguono quello solare.
il mese di Muharram (or Mâtem Orucu) del calendario islamico inizia 20 giorni dopo l'Eid ul-Adha (Kurban Bayramı). Gli Aleviti osservano un digiuno per i primi dodici giorni. Questo culmina nella festa dell'Ashura (Aşure), in cui si commemora il martirio dell'Imam Hussain a Karbala. Il digiuno è rotto con uno speciale piatto (chiamato anche aşure) preparato con diversi frutti (a volte anche dodici tipi diversi), noci, e cereali. Molti eventi sono associati a questa festa, fra cui il salvataggio del figlio di al-Husayn b. ʿAlī (Ali Zayn al-Abidin dal massacro di Karbala, che ha consentito la prosecuzione del lignaggio del Profeta.

### Elemosina
Gli Aleviti non eseguono la Zakat alla maniera islamica, e non ci sono formule o somme prestabilite per la carità. Un metodo comune dell'elemosina per gli Aleviti è donare cibo (specialmente animali sacrificali) che viene diviso fra donatori e ospiti. Gli Aleviti donano soldi per aiutare i poveri, per sostenere attività religiose, educative e culturali delle varie organizzazioni (dergâh, vakıf, dernek), e fornire educazione agli studenti.

### Luoghi sacri
Anche se l'Alevismo non riconosce l'obbligo del pellegrinaggio, visitare ziyarat ed eseguire du'a presso le tombe dei santi o Pir Alevi-Bektashi è pratica comune. Alcuni dei luoghi più frequentati sono i mausolei di Shahkulu e Karacaahmet (entrambi ad Istanbul), Abdal Musa (Antalya), Seyit Gazi (Eskishehir), la celebrazione annuale tenuta a Hacibektas (16 agosto) e Sivas (il Pir Sultan Abdal Kültür Etkinlikleri, 23-24 giugno).
Al contrario della tradizionale segretezza con cui viene svolto il cem, gli eventi di queste manifestazioni culturali sono aperti al pubblico. Nel caso della manifestazione di Hacibektaş, dal 1990 le attività ad essa correlate sono state prese in considerazione dal Ministero della Cultura turco per promuovere più il turismo e patriottismo turco che la spiritualità Alevita.
Qualche Alevita va in pellegrinaggio su montagne o altri siti naturali che si credono essere sacri.

## Struttura gerarchica
Al contrario della confraternita bektashi, che come gli altri ordini sufi è basata su una silsila "catena iniziatica" di maestri e studenti, le autorità alevite seguono una linea famigliare per la loro discendenza. Circa il 10% degli Aleviti appartiene a un'élite chiamata ocak "cuore", che indica una discendenza da ˤAlī e/o vari altri santi o eroi. I membri dell'Ocak sono chiamati ocakzade o "figli del cuore". Questo sistema sembra trarre origine dalla dinastia Safavide in Persia.
I capi aleviti sono chiamati murshid, pir, rehber o dede. Questi sono considerati come gradi di una gerarchia (come nella confraternita Bektashi). L'ultimo di questi, dede "nonno", è il termine preferito nella letteratura. Gli Ocakzade ottengono la posizione di dede per selezione (da un padre su diversi figli), per la loro personalità, per la loro cultura. Nonostante la retorica alevita sull'uguaglianza fra i sessi, comunemente solo i maschi possono assumere questi ruoli. Tradizionalmente, il dede non guida semplicemente i rituali, ma tutta la comunità, a volte assieme alle personalità locali come gli ağa (proprietari terrieri) della regione di Dersim. Sono anche giudici o arbitri a capo dei tribunali del villaggio chiamati Düşkünlük Meydanı. Gli Aleviti comuni stringono un'alleanza con la discendenza di uno e un solo dede sulla base di preesistenti relazioni di famiglia o villaggio. Alcuni sottostanno invece sotto l'autorità di una dargah (loggia) bektashi.
Con l'urbanizzazione del XX secolo (che fece allontanare molti giovani lavoratori dai villaggi) e con l'influenza socialista (che guardava con sospetto ai dede), la vecchia gerarchia ha subito un duro colpo. Molti dede ora ricevono uno stipendio dai centri culturali aleviti, ai quali subordinano il loro ruolo. Questi centri non si occupano più di prendere decisioni o gestire le finanze per la comunità, come nel vecchio rituale di riconciliazione, ma si dedicano ad esibizioni musicali e di danza. I Dede sono oggi scelti su base volontaria, e il lor ruolo è circoscritto alla pratica religiosa, alla ricerca, e al dare consigli.

### Donne nell'Alevismo
Secondo John Shindeldecker "Gli Aleviti sono fieri della loro monogamia, le donne Alevite pregano a fianco degli uomini, sono libere di vestirsi con abiti moderni, incoraggiate a studiare al meglio delle loro possibilità e libere di praticare la professione che preferiscono".
Secondo l'antropologa australiana Sevgi Kilic, anche se le donne alevite non subiscono la separazione dei sessi, sono comunque assoggettate in pubblico e in privato ai tradizionali valori maschili riguardo alla sessualità femminile e costrette ad una regola basata su onore e vergogna. Sevgi Kilic è di discendenza alevita e la sua famiglia migrò in Australia circa 40 anni fa. Crescendo in una società occidentale non ha vissuto la ricchezza culturale e tradizionale e l'identità particolare degli Aleviti, e ha eloquentemente rivelato di avere "compreso l'essenza degli Aleviti" attraverso i racconti delle donne nei suoi studi. È la prima etnografa che si è occupata delle donne Alevite in Turchia e spiega che l'identità alevita è complessa, varia e ricca nella teoria e nella pratica.
In ogni caso, anche se le donne alevite nei villaggi sottostanno alle opinioni conservatrici riguardo allo stato della donna in famiglia, queste idee stanno rapidamente cambiando nelle città, dove molte donne sono costrette a lavorare come domestiche o altri lavori mal pagati. A differenza delle donne Sunnite in Turchia, le Alevite non sono obbligate a portare il velo. Secondo Kilic è dovuto al fatto che l'identità alevita pone attenzione all'interiore piuttosto che alla rappresentazione esteriore e coprire i capelli della donna o nasconderne il corpo non le legittima dal punto di vista morale, sociale, politico ed economico. Così una donna alevita senza velo non può essere attaccata sul suo onore. Così i corpi delle donne alevite sono quello che Kilic chiama paradossalmente 'neutro' e funge come una "rappresentazione della differenza."
Simile all'ebraismo, l'alevismo è un'identità etnico-religiosa che può essere trasmessa dalla madre.

## Rapporti con gli altri musulmani
Le relazioni fra Aleviti e Sunniti sono caratterizzate da un reciproco pregiudizio risalente al periodo dell'Impero ottomano. I Sunniti hanno accusato gli Aleviti di eresia, eterodossia, ribellione, tradimento e immoralità. D'altro canto gli Aleviti ritengono che il Corano originale non richieda cinque preghiere, o la frequentazione di una moschea, o il pellegrinaggio, e ritengono che i Sunniti abbiano distorto l'Islam originale omettendo, male interpretando o cambiando importanti passaggi del Corano originale, specialmente quelli che riguardano Ali e la pratica rituale.
Gli Aleviti sostengono che la chiusura mentale Sunnita abbia origine in Arabia e sia contraria al carattere turco. La Sunna e gli ʾaḥādīth furono innovazioni della classe dirigente Araba, creati per garantire il dominio arabo sull'Islam e sottomettere con l'inganno le masse. Tutti gli sviluppi negativi dell'Islam sono visti come un fallimento della società e delle caratteristiche Arabe. Il Sunnismo, secondo gli Aleviti, non è vero Islam, ma un'aberrazione il cui stretto legalismo si oppone al pensiero libero e indipendente ed è visto come reazionario, bigotto, fanatico e antidemocratico. Gli Aleviti credono che il nazionalismo Sunnita sia intollerante, dominatore e si rifiuta di riconoscere la particolarità alevita.
Nell'odierno dibattito politico, gli Aleviti sono contrapposti al fondamentalismo Sunnita e assicurano la continuazione del secolarismo turco. Gli Aleviti, a cui interessa bloccare la rinascita di focolai fondamentalisti, sono i principali alleati delle forze secolari, e cercano anche l'alleanza dei Sunniti moderati contro gli estremisti. Richiedono che lo stato riconosca l'Alevismo come una comunità ufficiale islamica, con gli stessi diritti del Sunnismo, ma diversa da esso.
C'è qualche tensione fra le tradizioni popolari alevite e l'ordine Bektashi, che è un ordine Sufi basato su credenze alevite. In alcune comunità turche, gli altri ordini Sufi (gli Jerrahi Halveti e alcuni Rifa'i) hanno incorporato significative influenze alevite. Nonostante generalmente siano considerati sunniti, qualche Rifa'i accetta di essere considerato Alevita. Ciò avviene comunemente nell'ordine Rifa'i Marufi del turco Sherif Baba, il cui rituale combina elementi tipici della tradizione Alevita con pratiche Sunnite. Sono stati talvolta identificati con gli Aleviti, coi quali condividono i princìpii secolaristi, lo scetticismo generale nei confronti dell'ortodossia estremizzata, l'incoraggiamento alla pratica condivisa fra uomini e donne, un gruppo comune di santi venerati come Hajji Bektash Veli e Pir Sultan Abdal e una profonda devozione alla famiglia del profeta Maometto.
Come altri cosiddetti gruppi "ghulat", gli Aleviti esaltano ʿAlī più di quanto la maggioranza degli sciiti consenta. Lui e Maometto sono come due facce di una moneta o le due metà di una mela. Qualcuno parla di una trinità composta da Allah, Maometto, e ʿAlī. Secondo il credo sciita, chiunque pronunci la Shahada è considerato musulmano. L'Ayatollah Khomeini pose fine all'esclusione degli Aleviti dalla qualità di musulmani. Sentenziò che tecnicamente devono essere considerati musulmani anche se hanno credenze differenti dagli Usuli.

### Musica alevita
Il servizio religioso alevita, a cui si riferisce collettivamente come cem o âyîn, include esercizi spirituali che incorporano elementi di zikr ("ricordo" o recitazione dei nomi di Dio, in questo caso senza controllo del respiro, ma con qualche particolare postura del corpo) e semah (danza rituale). Quest'ultima è accompagnata da poemi mistici cantati nella lingua locale e dallo strumento rituale sacro noto come bağlama o saz (una specie di piccolo liuto di legno).
Questa musica è eseguita da specialisti conosciuti come zâkir, aik, sazende o güvende, a seconda della regione. Sono scelti nelle comunità alevite e discendono da un dede. molti sono conosciuti come poeti/menestrelli (aik, ozan) che continuano la tradizione dei poeti nelle logge dei dervisci (tekke), come Yunus Emre (XIII secolo), Nesîmî (XIV secolo), Pir Sultan Abdal, Hata'î e Genç Abdal (XVI secolo) e Kul Himmet e Kul Hüseyn (XVII secolo). La poesia era composta in lingua turca secondo la metrica popolare del hece vezne basata sul numero di sillabe.
Le specialità della musica sacra alevita sono:
- Deyiş (canti di amore mistico)
- Nefes (inni sull'esperienza mistica)
- Düvaz o dıwes imâm (inni in onore dei 12 Imam)
- Mersiye (lamenti sul martirio di Imam Huseyn a Karbala)
- Miraclama (canti sull'ascesa del profeta Maometto al paradiso)
- Sema (danze rituali accompagnate da liuti e poemi cantate)

Le danze sono eseguite con dignità dalle coppie e le coreografie includono formazioni in linea e in cerchio e arrangiamenti in cui le coppie si fronteggiano, sincronizzando meglio i loro movimenti. Con l'incalzare del ritmo della musica, le figure diventano più complesse e intense. Ci sono molte varianti regionali di sema, ma le più diffuse sono la Danza dei Quaranta (Kırklar Semah) e la Danza delle Gru (Turnalar Semah).
L'âyîn-i-cem può essere ascoltato sul CD Turkey. An Esoteric Sufi Ceremony edito dalla JVC. Sfortunatamente per i non specialisti le note sono molto vaghe e non indicano luogo, musicisti, generi musicali o forme poetiche. La registrazione fu fatta ad Istanbul nel 1993, e la cerimonia include come un tipico cem nell'ordine: un deyi che recita la linea di discendenza della setta a partire da un momento storico, due düvaz (una basata sul poema di Hatayi, l'altra sul poema di Kul Himmet), formule di preghiera, Il genere illâllâh che include la formula tahlîl nel recitativo per creare l'atmosfera per lo zikr mentre i membri della setta creano un'intensità ritmica colpendosi le ginocchia a ritmo con la musica e dondolandosi leggermente, la Danza dei Quaranta (Kırklar Semah), la Danza delle Gru (Turnalar Semah) e formule di preghiera.
Gli Aleviti hanno un ruolo significativo nella musica e nella poesia turca. Pir Sultan Abdal, un poeta alevita del XVI secolo i cui poemi e canti contengono talvolta tematiche spirituali, è venerato come santo ed eroe. Importanti figure sono il poeta Sufi Yunus Emre, universalmente considerato un Alevita, e Kaygusuz Abdal. I loro poemi hanno contribuito alla cultura Turca sino a oggi, e sono eseguiti anche da artisti moderni. Canti attribuiti a loro sono stati usati dalla sinistra del XX secolo. Anche i bardi aşık sono influenzati dalla tradizione alevita.
Molti musicisti tradizionali turchi sono Aleviti, fra questi Arif Sağ, Musa Eroğlu, Erdal Erzincan, Neşet Ertaş, Muharrem Ertaş, Aşık Mahzuni Şerif, Aşık Feyzullah Çınar, Aşık Veysel Şatıroğlu, Ali Ekber Çiçek, Sabahat Akkiraz, Belkıs Akkale, Yavuz Bingöl e Ulaş Özdemir. Altri non Aleviti, come Ruhi Su e Zülfü Livaneli, hanno registrato dei canti Aleviti. Mercan Dede, un artista la cui musica combina elementi elettronici e tradizionali Sufi, ha composto qualche canzone su tematiche alevite in collaborazione col cantante Sabahat Akkiraz.

## Demografia

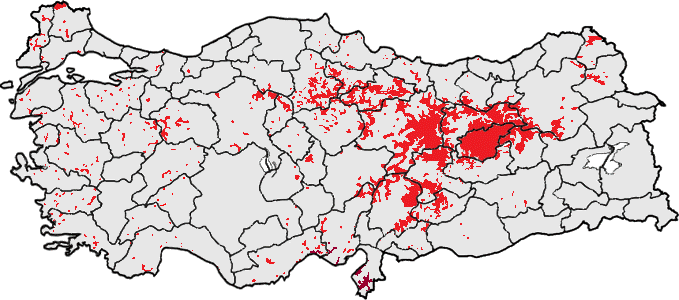
Distribuzione degli aleviti in Turchia

Stime riguardo alla popolazione degli Aleviti sono le seguenti:
- "circa 15 milioni...", Krisztina Kehl-Bodrogi.[16]
- In Turkey, 15 percent of Turkey's population (approx. 10.6 million) —David Shankland[17]
- "Molti scrittori Aleviti e persone di rilievo dichiarano che la popolazione della Turchia odierna sia composta per un terzo da Alevi-Bektashi, o comunque che siano più di 20 milioni. Stime più basse spaziano fra 10 e 12 milioni", John Schindeldecker.[18]
- "Gli Aleviti costituiscono la seconda più grande comunità religiosa in Turchia (preceduti dai Sunniti), e che contino circa il 25% (15 milioni) della popolazione totale (Gli Aleviti dichiarano 30%–40%). Molti (?) Aleviti sono etnicamente e linguisticamente Turchi, discendendo principalmente dai Turchi dell'Anatolia Centrale e Orientale. Circa il 20% dei Curdi e circa il 25% deglu Zaza in Turchia sono Aleviti (di lingua curda e Zazaki)", David Zeidan.[19]
- "da 15 a 20 milioni...", Olli Rehn, dall'"Eurlings Report" alla Commissione Europea (sulla possibilità dell'ingresso della Turchia nella UE) del 1996 (Camiel).
- "...un totale di 15-20 milioni di fedeli in tutto il mondo. Non c'è una fonte indipendente per questi numeri, quindi le statistiche sono stime e congetture", s.v. «Alevism», da The Encyclopedia of the Orient.

Nel giugno 2008, molti quotidiani turchi riferirono che l'esercito aveva commissionato a 3 università una ricerca sulla demografia etnica della Turchia. Lo studio fu eseguito da 2000 persone e includeva tutti i gruppi etnici (non solo gli Aleviti). Secondo i risultati, la popolazione alevita della Turchia, inclusi i residenti in Europa, è di circa 10 milioni. Però, dopo la morte del capo progetto in seguito a un sospetto incidente stradale, i restanti ricercatori abbandonarono il progetto senza pubblicare mai i risultati..
Gli Aleviti sono stati vittime di persecuzione (anche mortale) per secoli. Per questo alcuni dissimulano la loro origine. Non è chiaro quanto lo studio di cui sopra sia stato efficiente nell'includere coloro che preferiscono negare le loro origini alevite.
Gli Aleviti sono principalmente di origini turche, zaza o curde. Qualche Curdo alevita parla Kurmanci, un linguaggio imparentato col Zazaki. Alcuni Aleviti sono Azeri. Nonostante la retorica universalistica (e in contrasto con l'Islam in generale, o con la ṭarīqa Bektashi), le comunità alevite generalmente non permettono la conversione all'Alevismo.
Le comunità alevite sono concentrate nell'Anatolia Centrale, in una cintura che va da Chorum a ovest sino a Mush a est. La sola provincia in Turchia con una maggioranza alevita è Tunceli, un tempo conosciuta come Dersim. All'inizio degli anni sessanta, molti Aleviti sono emigrati verso le grandi città a occidente e a sud della Turchia — e dell'Europa Occidentale, specie in Germania — e sono oggi profondamente urbanizzati.
Consistenti comunità di Aleviti si trovano anche in alcune zone dell'Azarbaijan iraniano. La città di Ilkhichi (İlxıçı), 87 km a sud ovest di Tabriz, è quasi interamente abitata da Aleviti.  Per diverse ragioni politiche, fra cui il desiderio di creare una diversa identità per queste comunità, non sono stati chiamati Aleviti sino ai primi anni del XX secolo. Sono chiamati con vari nomi, come Ali Illahi, Ahl-e Haqq e Goran.
Gruppi con credenze simili esistono anche nel Kurdistan iraniano. Curiosamente, sia i Dersim (Zazaki / Zaza) sia i Gorani, che sono considerati facenti parte del ramo Hawramani delle lingue iraniche, sono giunti a una forma del credo alevita che somiglia alle religioni dei Drusi o dei Yazidi.
Uno studioso turco che lavora in Francia ha distinto quattro gruppi diversi fra i moderni Aleviti che mostrano cautamente i loro tratti distintivi nella moderna Turchia.
Il primo è costituito principalmente dalla popolazione urbana ed è emerso durante la Repubblica. Per decenni ha aderito politicamente alla sinistra e guarda all'Alevismo più come a un modo di vivere che come a una religione. I seguaci svolgono riunioni rituali di carattere religioso e hanno anche fondato un'associazione culturale chiamata Pir Sultan Abdal. Gli uomini hanno un ruolo centrale, spiegato dalla frase "Dio è Uomo" riportata contestualmente alla Trinità.
Il secondo gruppo è più orientato verso un misticismo eterodosso ed è molto vicino alla Fratellanza Haci Bektashi. San Francesco d'Assisi e il Mahatma Gandhi sono considerati credenti migliori di molti musulmani.
Il terzo gruppo ritiene di essere costituito da veri musulmani e collabora con lo Stato. Vi aderisce secondo il metodo di Jaʿfar al-Ṣādiq, il sesto Imam. Il suo concetto di Dio è vicino a quello dell'Islam ortodosso, ma come i due gruppi summenzionati pensa che il Corano sia stato modificato dai primi Califfi sunniti per sminuire ʿAlī.
Il quarto si dice che sia sotto l'influenza dello Sciismo iraniano, faccia ufficialmente parte dello Sciismo duodecimano e rifiuti il Bektashismo. Seguono la Shari'a e si oppongono al potere secolare dello Stato. Non sono disponibili informazioni sulla loro forza o sulla loro locazione.